# Unnenberg (Gummersbach)
Unnenberg ist ein Ortsteil von Gummersbach im Oberbergischen Kreis im südlichen Nordrhein-Westfalen, Deutschland.

## Lage und Beschreibung
Die Ortschaft Unnenberg am Südhang des Unnenbergs liegt zirka acht Kilometer vom Stadtzentrum Gummersbach entfernt. Der Gipfel des Unnenbergs gehört zur benachbarten Gemeinde Marienheide und stellt mit 506 m über NN deren höchste Erhebung dar. 

## Geschichte
1482 wurde der Ort das erste Mal urkundlich erwähnt. Die Formulierung lautet: „Bei den Kurmedepflichtigen des St. Apostelstiftes in Gumersbrecht wird Hans pare op dem Unneberge genannt.“

## Freizeit
In Unnenberg gibt es seit 1934 eine selbstständige Freiwillige Feuerwehr (bis 1934 gehörte sie zur Feuerwehr Lantenbach und Umgebung).

### Wanderwege
Folgende Wanderwege werden vom Wanderparkplatz Unnenberg vom SGV angeboten: Der A1 über 4,2 Kilometer und der A2 über acht Kilometer. Auch führt die SGV-Hauptwanderstrecke X11 durch Unnenberg, der 117 Kilometer lange Lenne-Sieg-Weg.